# 시칠리아 왕국

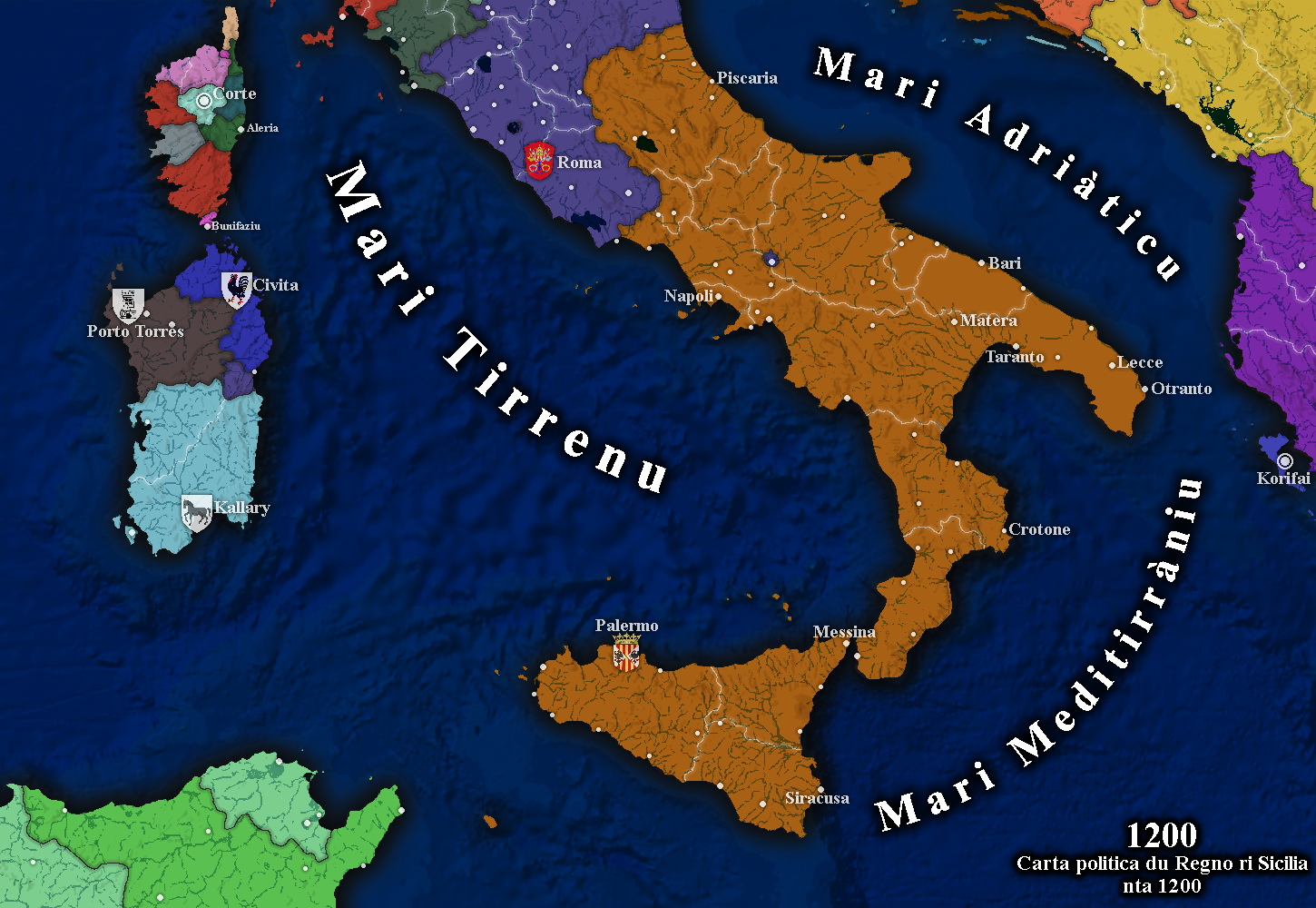
1200년 시칠리아 왕국의 지도

시칠리아 왕국(라틴어: Regnum Siciliae; 시칠리아어: Regnu di Sicilia; 이탈리아어: Regno di Sicilia)은 1130년 루제루 2세에 의해 건국된 이후 1816년까지 북아프리카와 이탈리아반도의 남쪽에 존재했던 국가였다. 1071년 노르만의 이탈리아반도 남부 정복 때 세워진 시칠리아 백국의 후계국이였다. 섬은 세 지역: 발 디 마자라, 발 데모네 및 발 디 노토로 나뉘었다.
앙주의 샤를의 짧은 통치 후, 1282년 시칠리아의 만종으로 알려진 반란이 시칠리아섬에서 앙주뱅 통치를 떨쳐냈다. 앙게빈족은 왕국의 본토 지역에서 통제권을 유지하는 데 성공했고, 이는 수도의 이름을 따서 소급하여 나폴리 왕국으로 지칭되지만 '시칠리아 왕국'이라고도 불리는 별도의 존재가 되었다. 1282년부터 1409년까지 이 섬은 독립 왕국으로 아라곤 연합왕국에 의해 통치되었고, 그 후 왕관에 영구적으로 추가되었다. 1479년 카스티야와 아라곤의 왕조연합에 이어 스페인 왕국의 총독이었다. 스페인 계승 전쟁(1700년 ~ 1714년) 동안 이 섬은 사보이아가에 의해 점령되었다. 1720년, 사보이아는 사르데냐의 대가로 오스트리아에 넘겨주었다. 나중에, 그 섬은 부르봉의 한 지부에 의해 통치되었다. 나폴레옹 시대 이후 시칠리아 왕국은 나폴리 왕국과 공식적으로 합병되어 양시칠리아 왕국을 형성했고, 1861년에 새로운 통일 이탈리아 왕국의 일부가 되었다.

## 같이 보기
- 시칠리아 토후국
- 나폴리 왕국
- 트리나크리아 왕국
- 양시칠리아 왕국
- 나폴리와 시칠리아의 군주